# Roberto Car
Roberto Car (né le 3 janvier 1947 à Trieste) est un physicien italien et professeur de chimie Ralph W. Dornte *31 à l'Université de Princeton, où il est également membre du corps professoral de l'Institut de Princeton pour la science et la technologie des matériaux. Il mène des recherches sur la simulation des phénomènes de dynamique moléculaire.

## Biographie
Il étudie la physique et obtient un doctorat en 1971 en technologie nucléaire à l'École polytechnique de Milan. Il est postdoc à l'Université de Milan de 1973 à 1974, assistant à l'École polytechnique fédérale de Lausanne (EPFL) de 1977 à 1981, employé au Thomas J. Watson Research Center d'IBM de 1981 à 1983, professeur associé pour physique au École internationale supérieure d'études avancées de Trieste (en 1990/91 en tant que professeur ordinaire) de 1984 à 1990, et professeur de physique à l'Université de Genève (et directeur de l'IRRMA de l'EPFL) de 1991 à 1999.
Il est professeur au Département de théorie de l'Institut Fritz Haber de la Société Max Planck.
Il est membre de la fondation Italian Scientists and Scholars in North America.
En 2009, il partage la médaille Dirac avec Michele Parrinello pour leur développement de la méthode de simulation de dynamique moléculaire ab initio. La méthode combine la théorie fonctionnelle de la densité de la mécanique quantique pour le calcul de la structure électronique avec des méthodes de dynamique moléculaire pour la simulation des mouvements atomiques classiques ("newtoniens"). Ils appellent leur procédure dynamique moléculaire ab initio ; elle est également connue sous le nom de méthode Car-Parrinello. La procédure est développée conjointement par les deux hommes en 1985, lorsqu'ils sont à Trieste. Leur procédure trouve diverses applications en physique du solide, en biochimie, en physique chimique et en science des matériaux.
En 1990, il reçoit le prix Hewlett-Packard de la Société européenne de physique, en 1995 le prix Rahman de la Société américaine de physique dont il est membre, et en 2009 avec Parinello le Prix Sidney-Fernbach de l'IEEE ,. En 2008, il reçoit le prix de recherche de la Fondation Humboldt pour les scientifiques américains de haut niveau. En 2007, un symposium anniversaire a eu lieu au CIPT. Il reçoit le prix Aneesur Rahman en physique computationnelle. Le prix Aneesur Rahman est la plus haute distinction décernée par la Société américaine de physique pour des travaux en physique computationnelle. En 2020, il reçoit la médaille Benjamin Franklin (Franklin Institute) en chimie.
En 2016, il est élu à l'Académie nationale des sciences. La même année, il reçoit le prix de l'American Chemical Society en chimie théorique.